# اکواستار
اکواستار (انگلیسی: EchoStar) یک شرکت مخابراتی و ماهواره‌ای در ایالات متحده آمریکا است.
شرکت هیوز نتورک سیستمز متعلق به این شرکت است.
این شرکت که در سال ۱۹۸۰ میلادی تأسیس شده مقر آن در شهر انگلوود، کلرادو است و در سال ۲۰۱۶ دارای ۲۰۰۰ کارمند بوده‌است.